# Palacete Passarinho
Palacete Passarinho é um casarão localizado em Belém, capital do Pará, construído no ano de 1927. Localizada em São Brás, bairro nobre da cidade, sendo construída pelo farmacêutico e empresário, Benedicto Passarinho e tem a assinatura do arquiteto José Sidrin.

## História
Construída no ano de 1927, pelo farmacêutico e empresário Benedicto Passarinho, o Palacete Passarinho conta com elementos da arquitetura francesa, foi assinado por José Sidrin, notório arquiteto no contexto de Belém, nas primeiras décadas do século XX.
No bairro de São Brás, bairro nobre da capital paraense, a construção possui a constituição por louças e metais dos banheiros trazidos da França. Com forte inspiração francesa, possui um baldrame de cerca de 0.7m que eleva o pavimento térreo ao primeiro pavimento, possuindo também um jardim francês.
O casarão foi projetado para abrigar a família Passarinho, tornando-se um dos principais imóveis de Belém.

### Getúlio Vargas
No ano de 1933, Getúlio Vargas, então Presidente do Brasil no contexto do governo provisório varguista, viajou ao Pará escolheu que o Palacete Passarinho fosse o lugar que Getúlio residiria enquanto permanecesse na cidade. À época, o casarão possuía telefone, sala de telégrafo e espaço para imprensa. Para permanência de Vargas foram instalados mais dezessete telefones e foi inteiramente iluminado.
A estadia de Vargas, foi muito comentada na imprensa do Rio de Janeiro, então sede do poder federal do país. Os periódicos Correio da Manhã, A Noite, Jornal do Brasil e o Diário do Norte repercutiram a presença de Vargas no palacete. A estadia de Getúlio no casarão também foi repercutida no Recife, no Pernambuco pelo Diario de Pernambuco e em São Luís, no Maranhão pelo O Combate, em São Paulo, a notícia obteve destaque no jornal O Estado de S. Paulo.

## Tombamento
Dada sua importância histórica e arquitetônica na trajetória de Belém, o Palacete Passarinho passou pelo processo de tombamento histórico em 4 de outubro de 2004, pelo Departamento de Patrimônio do Estado do Pará, órgão responsável pela preservação de bens históricos do estado, durante a gestão de Simão Jatene (PSDB).

### Atualidade
No ano de 2015, a Associação dos Amigos do Patrimônio de Belém (AAPBel), denunciou ao Departamento de Patrimônio, Histórico, Artístico e Cultural do Pará (DPHAC), que parte de um gazebo anexo ao prédio estava sendo demolida. Após a denúncia feita pela associação, a obra foi embargada pelo órgão de patrimônio.
Atualmente, uma churrascaria funciona no bem tombado.